# Carl Apstein

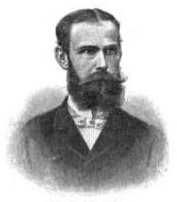
Carl Apstein (1898)

Carl Heinrich Apstein (* 19. September 1862 in Stettin; † 14. Januar 1950 in Berlin) war ein deutscher Zoologe und wissenschaftlicher Beamter.

## Leben
Carl Apstein war der Sohn des Heeresproviantmeisters Adolph Apstein und dessen Ehefrau Minna Apstein, geborene Westphalen. Er besuchte das Gymnasium in Halle an der Saale und studierte an den Universitäten Leipzig, Freiburg i Br. und Kiel. 1889 promovierte er mit einer Arbeit über die Spinndrüsen der Echten Radnetzspinnen zum Dr. phil. und wurde Assistent bei Karl Brandt am Zoologischen Institut der Universität Kiel. Hier beteiligte er sich an der Bearbeitung des umfangreichen Materials der Plankton-Expedition. Am 18. Mai 1898 habilitierte er sich in Kiel für Zoologie und vergleichende Anatomie. Von August 1898 bis Mai 1899 nahm er als Zoologe an der von Carl Chun geleiteten Deutschen Tiefsee-Expedition mit dem Dampfer Valdivia teil. Wie schon nach der Plankton-Expedition bearbeitete er anschließend die Salpen. Auch nach der Deutschen Südpolar-Expedition 1901–1903 wurde ihm diese Tierklasse zur Bearbeitung überlassen. Am 11. Oktober 1906 wurde er in Kiel zum außerordentlichen Professor berufen.
1911 wechselte Apstein auf eine wissenschaftliche Beamtenstelle bei der Preußischen Akademie der Wissenschaften in Berlin. Er trat nun vor allem als Herausgeber wissenschaftlicher Schriftenreihen und Zeitschriften auf dem Gebiet der Zoologie hervor. Dazu zählten Wissenschaftliche Ergebnisse der Deutschen Tiefsee-Expedition auf dem Dampfer ‚Valdivia‘ 1898–1899, Nordisches Plankton, Zoologischer Bericht und Verhandlungen der Deutschen Zoologischen Gesellschaft. Er war zudem Schriftleiter der Reihe Das Tierreich. Eine Zusammenstellung und Kennzeichnung der rezenten Tierformen. Daneben war er Mitglied der Internationalen Kommission für Zoologische Nomenklatur und von 1918 bis 1945 1. Schriftführer im Vorstand der Deutschen Zoologischen Gesellschaft.
Apstein war seit dem 24. Juni 1905 mit Anna Süverkrüp verheiratet. Das Paar hatte drei Töchter.
Er wurde mit dem Roten Adlerorden 4. Klasse ausgezeichnet.

## Schriften (Auswahl)
- Bau und Function der Spinndrüsen der Araneida. Inauguraldissertation, Kiel 1889.
- Veröffentlichungen aus der biologischen Station in Plön. In: Die Heimat. Monatsschrift des Vereins zur Pflege der Natur- und Landeskunde in Schleswig-Holstein, Hamburg und Lübeck. Bd. 3 (1893), Heft 7 und 8, Juli und August 1893, S. 167–170 (Digitalisat).
- Antwort auf die Entgegnung des Herrn Zacharias. In: Die Heimat. Monatsschrift des Vereins zur Pflege der Natur- und Landeskunde in Schleswig-Holstein, Hamburg und Lübeck. Bd. 3 (1893), Heft 10, Oktober 1893, S. 231–234 (Digitalisat).
- Über Schnecken im Gr. Plöner See. In: Die Heimat. Monatsschrift des Vereins zur Pflege der Natur- und Landeskunde in Schleswig-Holstein, Hamburg und Lübeck. Bd. 3 (1893), Heft 10, Oktober 1893, S. 234–236 (Digitalisat).
- Das Süsswasserplankton. Methode und Resultate der quantitativen Untersuchung. Kiel 1896 doi:10.5962/bhl.title.53613
- Tierleben der Hochsee: Reisebegleiter für Seefahrer. Lipsius und Tischer, Kiel 1905.
- Die Thaliacea der Plankton-Expedition. B. Vertheilung der Salpen. (= Victor Hensen (Hrsg.): Ergebnisse der  Plankton-Expedition der Humboldt-Stiftung, Bd. 2), 1894, S. 1–68.
- Die Salpen der Deutschen Tiefsee-Expedition. (= Carl Chun (Hrsg.): Wissenschaftliche Ergebnisse der Deutschen Tiefsee-Expedition auf dem Dampfer „Valdivia“ 1898–1899, Bd. 12), Fischer, Jena 1906, S. 245–290.
- Die Salpen der Deutschen Südpolar-Expedition. (= Erich von Drygalski (Hrsg.): Deutsche Südpolar-Expedition 1901–1903, Bd. 9), 1906, S. 155–203.
- mit Karl Brandt (Hrsg.): Nordisches Plankton, 8 Bde., Lipsius und Tischer, Kiel und Leipzig 1901–1942.